# Bóng rổ tại Đại hội Thể thao Đông Nam Á 2017
Bóng rổ tại Đại hội Thể thao Đông Nam Á 2017 sẽ diễn ra ở Sân vận động MABA ở Kuala Lumpur.
Bóng rổ tại Đại hội Thể thao Đông Nam Á chi thành 2 sự kiện chính.

## Các thành viên tham dự
- Campuchia (12)
- Indonesia (24)
- Lào (12)
- Malaysia (24)
- Myanmar (22)
- Philippines (24)
- Singapore (24)
- Thái Lan (24)
- Việt Nam (24)

## Giải đấu nam

### Vòng đấu bảng

#### Bảng A
| VT | Đội          | ST | T | B | ĐT  | ĐB  | HS   | Đ | Giành quyền tham dự            |
| -- | ------------ | -- | - | - | --- | --- | ---- | - | ------------------------------ |
| 1  | Philippines  | 3  | 3 | 0 | 308 | 174 | +134 | 6 | Giành quyền vào vòng knock-out |
| 2  | Thái Lan     | 3  | 2 | 1 | 274 | 191 | +83  | 5 | Giành quyền vào vòng knock-out |
| 3  | Malaysia (H) | 3  | 1 | 2 | 236 | 230 | +6   | 4 | Tranh hạng 5                   |
| 4  | Myanmar      | 3  | 0 | 3 | 111 | 334 | −223 | 3 | Tranh hạng 7                   |

#### Bảng B
| VT | Đội       | ST | T | B | ĐT  | ĐB  | HS   | Đ | Giành quyền tham dự            |
| -- | --------- | -- | - | - | --- | --- | ---- | - | ------------------------------ |
| 1  | Indonesia | 4  | 4 | 0 | 271 | 197 | +74  | 8 | Giành quyền vào vòng knock-out |
| 2  | Singapore | 4  | 3 | 1 | 252 | 185 | +67  | 7 | Giành quyền vào vòng knock-out |
| 3  | Việt Nam  | 4  | 2 | 2 | 271 | 240 | +31  | 6 | Tranh hạng 5                   |
| 4  | Campuchia | 4  | 1 | 3 | 317 | 360 | −43  | 5 | Tranh hạng 7                   |
| 5  | Lào       | 4  | 0 | 4 | 170 | 299 | −129 | 4 | Tranh hạng 9                   |

## Giải đấu nữ
| VT | Đội          | ST | T | B | ĐT  | ĐB  | HS   | Đ  | Kết quả chung cuộc |
| -- | ------------ | -- | - | - | --- | --- | ---- | -- | ------------------ |
| 1  | Malaysia (H) | 6  | 6 | 0 | 504 | 335 | +169 | 12 | Huy chương vàng    |
| 2  | Thái Lan     | 6  | 4 | 2 | 432 | 307 | +125 | 10 | Huy chương bạc     |
| 3  | Indonesia    | 6  | 4 | 2 | 464 | 359 | +105 | 10 | Huy chương đồng    |
| 4  | Philippines  | 6  | 4 | 2 | 522 | 336 | +186 | 10 |                    |
| 5  | Singapore    | 6  | 2 | 4 | 401 | 438 | −37  | 8  |                    |
| 6  | Việt Nam     | 6  | 1 | 5 | 317 | 518 | −201 | 7  |                    |
| 7  | Myanmar      | 6  | 0 | 6 | 276 | 623 | −347 | 6  |                    |

## Tóm tắt huy chương

### Bảng huy chương
| Hạng               | Đoàn               | Vàng | Bạc | Đồng | Tổng số |
| ------------------ | ------------------ | ---- | --- | ---- | ------- |
| 1                  | Philippines        | 1    | 0   | 0    | 1       |
| 2                  | Indonesia          | 0    | 1   | 1    | 2       |
| 2                  | Thái Lan           | 0    | 1   | 1    | 2       |
| Tổng số (3 đơn vị) | Tổng số (3 đơn vị) | 1    | 2   | 2    | 5       |

### Danh sách huy chương
| Nội dung     | Vàng | Bạc | Đồng |
| ------------ | --- | --- | --- |
| Giải đấu nam | Philippines Kiefer Ravena · Bobby Ray Parks Jr. · Jeth Troy Rosario · Von Rolfe Pessumal · Christian Standhardinger · Carl Bryan Cruz · Kobe Lorenzo Paras · Baser Amer · Raymar Jose · Almond Vosotros · Cris Michael Tolomia · Kevin Ferrer | Indonesia Mario Wuysang · Abraham Damar Grahita · Kevin Yonas Argadiba Sitorus · Christian Ronald Sitepu · Arki Dikania Wisnu · Diftha Pratama · Hardianus Lakudu · Andakara Prastawa Dhyaksa · Sandy Febriansyakh Kurniawan · Ebrahim Enguio Lopez · Firman Dwi Nugroho · Vincent Rivaldi Kosasih | Thái Lan Tyler Lamb · Sukhdave Ghogar · Chanatip Jakrawan · Darongpan Apiromvilaichai · Kannut Samerjai · Ratdech Kruatiwa · Bandit Lakhan · Chanachon Klahan · Nattakarn Muangboon · Patiphan Klahan · Teerawat Chanthachon · Chitchai Ananti                                   |
| Giải đấu nữ  | Malaysia Pang Hui Pin · Nur Izzati Yaakob · Kalaimathi Rajintiran · Yap Fook Yee · Eugene Ting Chiau Teng · Wong Mei Chyn · Chong Yin Yin · Saw Wei Yin · Ooi Poh Yee · Tai Chia Qian · Magdelene Low Phey Chyi · Ng Shi Yeng                 | Thái Lan Penphan Yothanan · Juthamas Jantakan · Juthathip Mathuros · Supira Klanbut · Suree Phromrat · Wipaporn Saechua · Supavadee Kunchuan · Suwimon Sangtad · Atchara Kaichaiyapoom · Naruemol Banmoo · Nutchavarin Buapa · Thidaporn Maihom                                                    | Indonesia Agustin Elya Gradita Retong · Nathasa Debby Christaline · Yuni Anggraeni · Gabriel Sophia · Mega Nanda Perdana Putri · Lea Elvensia Wolobubo Kahol · Regita Pramesti · Kadek Pratita Citta Dewi · Mariam Ulfah · Sumiati · Yuliana Anggita Soemaryono · Henny Sutjiono |